# Tetraonyx diluta
Tetraonyx diluta es una especie de coleóptero de la familia Meloidae.

## Distribución geográfica
Habita en Venezuela.